# 齒輪油
齒輪油是一種較高粘度的潤滑油，專供保護傳輸動力零件，通常伴隨著強烈的硫磺氣味。車輛齒輪油採用性能分類和粘度分類兩種方法。目前世界各國廣泛採用美國石油學會（API）性能分類和美國軍用齒輪油規格標準（MIL），大多數潤滑油手動變速箱和差異是準雙曲面齒輪油。這些含有極壓（EP）添加劑和抗磨添加劑，以應付滑準雙曲面錐齒輪的行動。

## 摩托車齒輪油
許多摩托車發動機集成了一個內置的變速箱，採用了濕式多盤發動機和變速箱潤滑以及離合器具有潤滑功能的摩托車油。

### 書目
- 石油化工科学研究院编：《齿轮油》，石油工业出版社，北京，1980。